# جيف كوفي
جيف كوفي (بالإنجليزية: Jeff Coffey)‏ هو مغن مؤلف أمريكي، ولد في 11 سبتمبر 1967.